# Station Carbonnets
Station Carbonnets is een voormalig spoorwegstation in de Franse gemeente Asnières-sur-Seine.